# NGC 6808
NGC 6808 este o galaxie situată în constelația Păunul. A fost descoperită în 27 iunie 1835 de către John Herschel. Se află la o distanță de 48,63 de megaparseci de Pământ.